# Ukrajinská pravoslavná církev ve Spojených státech amerických
Ukrajinská pravoslavná církev v USA (UOC of USA – UPC v USA) je jurisdikce Ekumenického patriarchátu ve Spojených státech amerických. Církev je součástí společenství pravoslavných církví.

## Historie
V průběhu 19. a na začátku 20. století, velké množství ukrajinských členů Ruské pravoslavné církve a Řeckokatolické církve emigrovalo do USA a mnoho skupin katolické církve konvertovalo k pravoslaví. Ukrajinci tvořily vlastní farnosti americké archieparchie Ruské pravoslavné církve. Od 1915 se někteří z nich rozhodli odtrhnout se od Ruské církve a zřídit samostatnou strukturu. Roku 1921 požádali Ukrajinskou autokefální pravoslavnou církev o jmenování jejich nového pastýře, kterým se stal arcibiskup Jan Teodorovič.
Přestože Ukrajinská autokefální pravoslavná církev nebyla považována za kanonicky uznanou pravoslavnými církvemi, roku 1924 arcibiskup Jan začal zřizovat svou eparchii ve Spojených státech. Zorganizoval první soubor podřízených struktur, s názvem Americko-Ukrajinská pravoslavná církev ve Spojených státech. Činnost arcibiskupa vedla k průchodu řad etnických ukrajinských farností ve strukturách Ruské církve. Arcibiskup bez úspěchu také požádal Konstantinopolský patriarchát o autonomii.
Roku 1929 část pravoslavných Ukrajinců založila alternativní církev se jménem Ukrajinská pravoslavná církev v Americe, která roku 1936 byla přijata pod jurisdikci patriarchy Konstantinopole. Během příštích několika let vedla spor o vliv mezi věřícími. Roku 1950 došlo k jejich sjednocení ve společné radě ale navzdory skutečnosti se čás Ukrajinské církve v Americe odtrhla od sjednocení. V čele církve stál arcibiskup Jan Teodorovič. Jinými jurisdikcemi byl považována za nekanonického biskupa.
V roce 1971 po smrti arcibiskupa Jana, se novou hlavou církve stal metropolita Mstislav Skripnik, který byl později roku 1990 zvolen nekanonickým patriarchou Ukrajinské autokefální pravoslavné církve. Roku 1995 požádali opět o kanonickou autonomii a uspěly. Od tohoto roku až do své smrti roku 2012 byl hlavou církve metropolita Konstantin Bagan a jeho nástupcem se stal Antonín Scharba.

## Struktura
Církev je rozdělena do tří eparchií:
- Centrální eparchie - metropolita Antonín Scharba
- Východní eparchie - metropolita Antonín
- Západní eparchie - biskup Daniel

## Seznam hierarchů
- Jan Teodorovič (1924-1971)
- Mstislav Skripnik (1971-1993)
- Konstantin Bagan (1993-2012)
- Antonín Scharba (od 2012)